# Kia K9
Der Kia K9 (Kia Quoris in Russland, Naher Osten, Kia K900 in Nordamerika) ist ein Modell der Oberklasse des koreanischen Autoherstellers Kia. Er ergänzt den Kia K7 auf dem koreanischen Markt seit Mai 2012.

## KH (2012–2018)

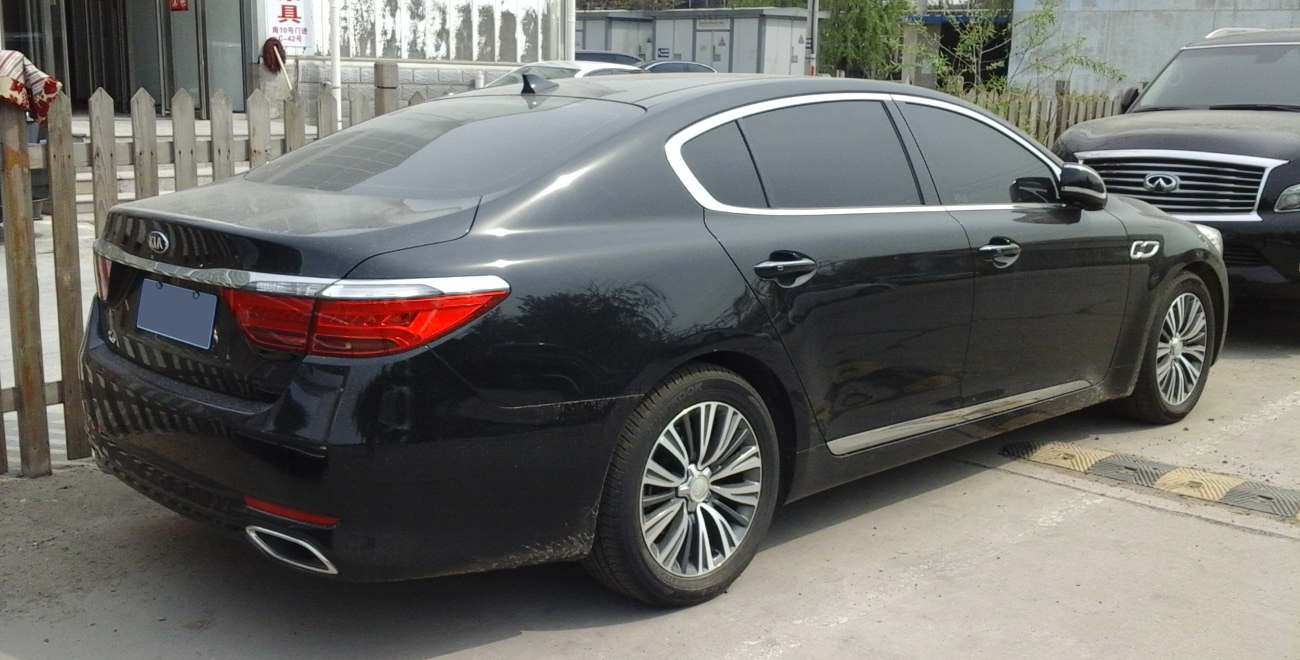
Heckansicht

Das Fahrzeug der ersten Generation auf der Plattform BH-L (VI) ist ein Derivat des Hyundai Equus. Der K9 ist kürzer als der Equus, hat eine aggressivere, sportlichere Ausrichtung mit längerem Radstand und kürzerem vorderen Überhang. Gestaltet wurde er vom neuen Kia-Chefdesigner Peter Schreyer, der zuvor bereits für Audi gearbeitet hatte. Vorgestellt wurde das K9-Konzept 2012 auf der New York International Auto Show als Kia GT.

### Quoris
Die Limousine mit Hinterradantrieb wurde als Kia Quoris ab dem vierten Quartal 2012 im Export vermarktet, in Mitteleuropa war das Fahrzeug jedoch nicht erhältlich. Der Quoris hat eine Einparkhilfe und als erster Kia einen Abstandsregeltempomat. Dieses System erfasst die Straße vor dem Fahrzeug bis zu einer Entfernung von 174 Meter. Bis 70 Meter Entfernung erkennt der Spurwechselassistent Fahrzeuge, die sich mit hoher Geschwindigkeit von hinten nähern und warnt den Fahrer. Den Quoris gibt es mit dem aus dem K9 bekannten Sechszylinder-Motor mit 3,8 Liter und 213 kW (290 PS) oder mit einem 4,6-Liter-V8-Motor. Die Kraft überträgt jeweils ein Acht-Stufen-Automatikgetriebe.

### Technische Daten
Für die Limousine standen drei Hyundai-Ottomotoren mit Benzindirekteinspritzung (GDI) zur Wahl.
| Modell                             | 3.3 GDI            | 3.8 GDI            | 5.0 GDI            |
| Zylinderzahl                       | V6                 | V6                 | V8                 |
| Hubraum (cm³)                      | 3342               | 3778               | 5038               |
| Max. Leistung in kW (PS) bei 1/min | 216 (294) bei 6200 | 246 (334) bei 6400 | 312 (424) bei 6400 |
| Max. Drehmoment (Nm) bei 1/min     | 365 bei 4500       | 395 bei 5100       | 510 bei 5100       |
| Höchstgeschwindigkeit (km/h)       | 240                | 240                | 240                |
| Getriebe (Serienmäßig)             | 8 Stufen-Automatik | 8 Stufen-Automatik | 8 Stufen-Automatik |
| Beschleunigung (0–100 km/h)        | 7,3 s              | 6,8 s              | 5,7 s              |
| Verbrauch kombiniert (l/100 km)    | 9,6 l Super        | 10,7 l Super       | 12,9 l Super       |
| Tankinhalt                         | 75 l               | 75 l               | 75 l               |

## RJ (seit 2018)
Die zweite Generation wurde im März 2018 auf der New York International Auto Show vorgestellt. In Südkorea wird das Fahrzeug weiterhin als Kia K9 angeboten, im Export nun auf vielen Märkten als Kia K900. In Mitteleuropa wird das Fahrzeug wieder nicht angeboten werden, auf dem russischen Markt wird es seit Anfang 2019 verkauft.
Mit dem Ende des Modelljahrs 2020 stellte Kia den Verkauf des K900 in den USA ein. Eine überarbeitete Version des K9 präsentierte Kia im Mai 2021 und im April 2024.

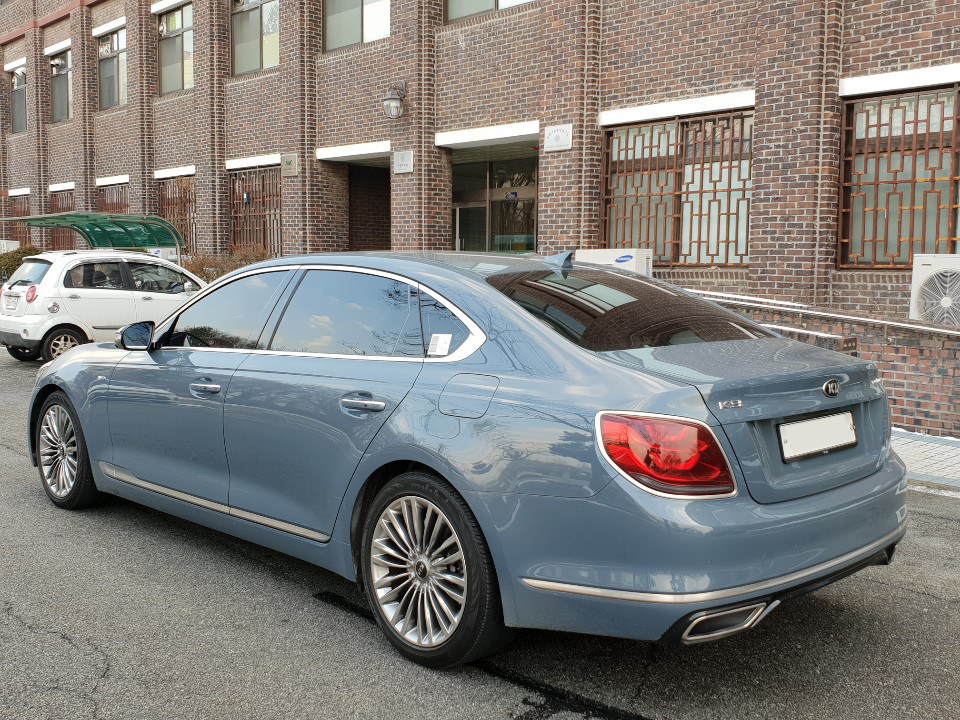
Heckansicht
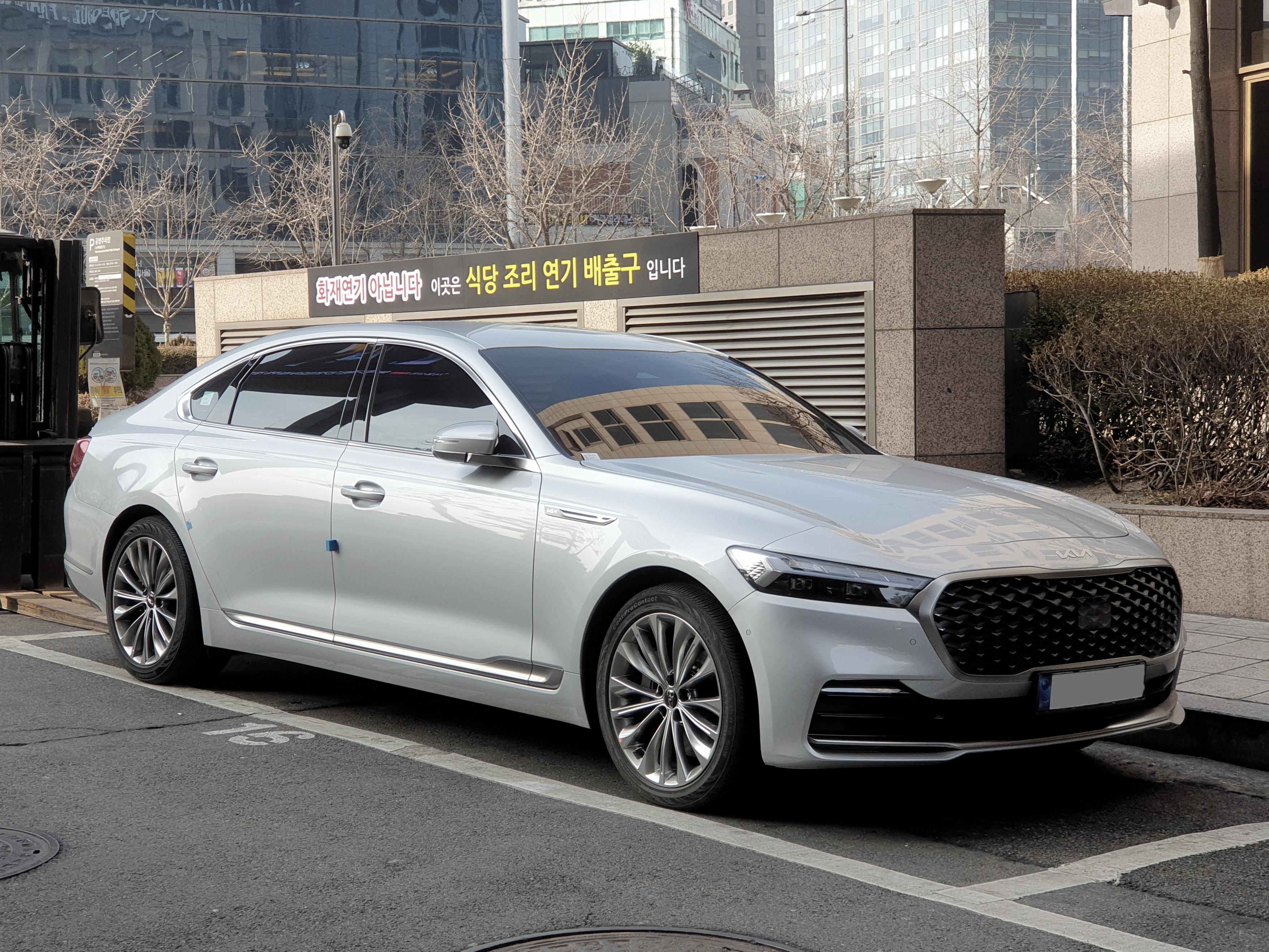
Kia K9 (2021–2024)
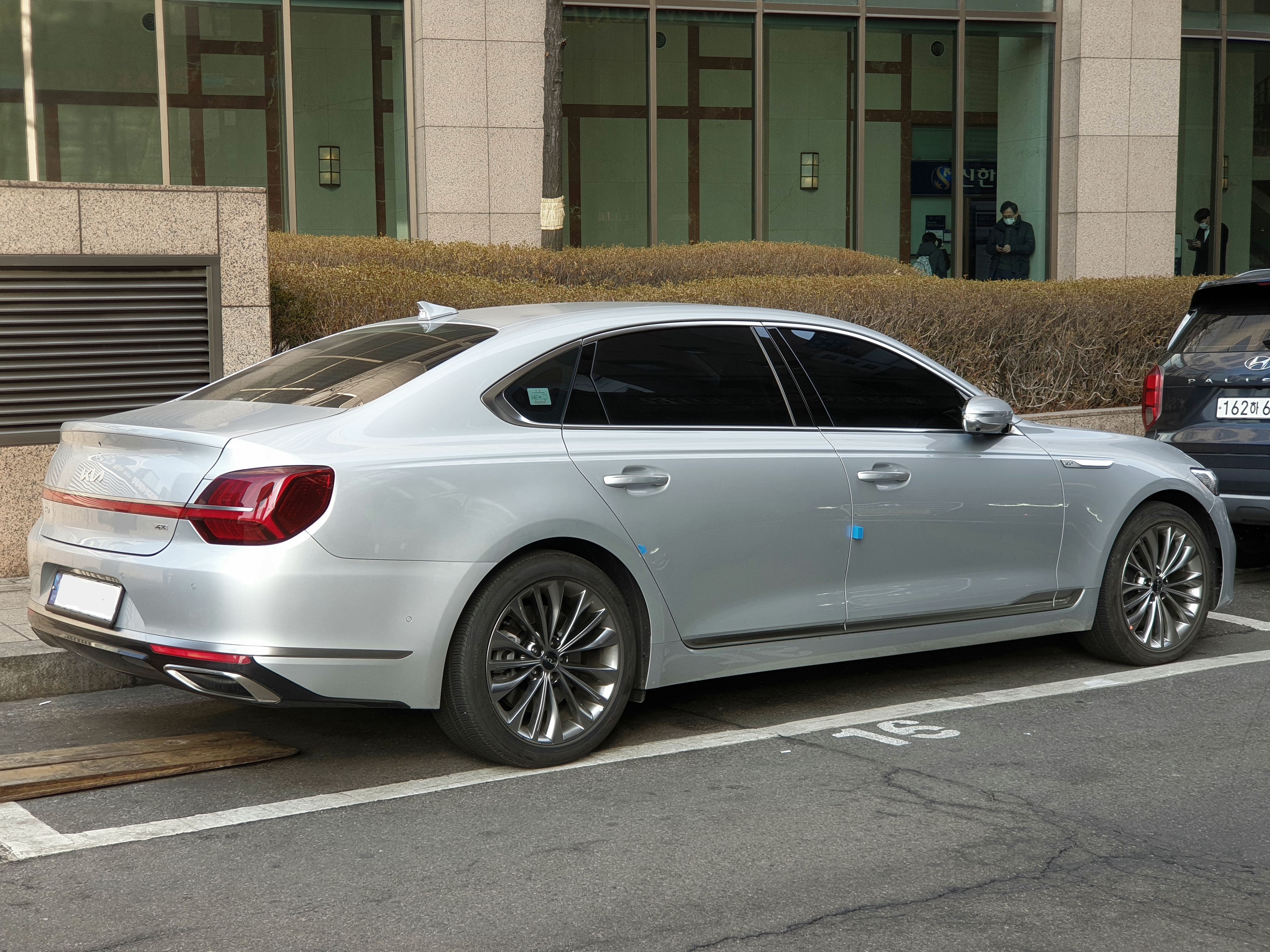
Heckansicht

### Technische Daten
|                                             | 3.3 GDi (Russland)       | 3.3 T-GDi (Südkorea, USA)   | 3.8 GDi (Südkorea)                    | 5.0 GDi (Russland)       | 5.0 GDi (Südkorea)       |
| Bauzeitraum                                 | seit 01/2019             | seit 03/2018                | seit 03/2018                          | 01/2019–01/2022          | 03/2018–05/2021          |
| Motorkenndaten                              |                          |                             |                                       |                          |                          |
| Motortyp                                    | V6-Ottomotor             | V6-Ottomotor                | V6-Ottomotor                          | V8-Ottomotor             | V8-Ottomotor             |
| Hubraum                                     | 3342 cm³                 | 3342 cm³                    | 3778 cm³                              | 5038 cm³                 | 5038 cm³                 |
| max. Leistung bei min−1                     | 183 kW (249 PS) / 6000   | 272 kW (370 PS) / 6000      | 232 kW (315 PS) / 6000                | 304 kW (413 PS) / 6000   | 313 kW (425 PS) / 6000   |
| max. Drehmoment bei min−1                   | 347 Nm / 5000            | 510 Nm / 1300–4500          | 397 Nm / 5000                         | 505 Nm / 5000            | 520 Nm / 5000            |
| Kraftübertragung                            |                          |                             |                                       |                          |                          |
| Antrieb, serienmäßig                        | Allradantrieb            | Hinterradantrieb            | Hinterradantrieb                      | Allradantrieb            | Allradantrieb            |
| Antrieb, optional                           | —                        | Allradantrieb               | Allradantrieb                         | —                        | —                        |
| Getriebe, serienmäßig                       | 8-Gang-Automatikgetriebe | 8-Gang-Automatikgetriebe    | 8-Gang-Automatikgetriebe              | 8-Gang-Automatikgetriebe | 8-Gang-Automatikgetriebe |
| Messwerte                                   |                          |                             |                                       |                          |                          |
| Höchstgeschwindigkeit                       | 240 km/h                 | k. A.                       | k. A.                                 | 240 km/h                 | k. A.                    |
| Beschleunigung, 0–100 km/h                  | 8,4 s                    | k. A.                       | k. A.                                 | 5,7 s                    | 5,7 s                    |
| Kraftstoffverbrauch auf 100 km (kombiniert) | 10,5 l Super             | 11,5 l Super (12,3 l Super) | 11,1–11,4 l Super (11,9–12,0 l Super) | 12,2 l Super             | 13,3 l Super             |
| CO2-Emission (kombiniert)                   | 247 g/km                 | 199 g/km (213 g/km)         | 192–196 g/km (204–207 g/km)           | 285 g/km                 | 231 g/km                 |
| Tankinhalt                                  | 77 l                     | 77 l                        | 77 l                                  | 77 l                     | 77 l                     |
| Leergewicht                                 | 2059 kg                  | 2015 kg (2085 kg)           | 1915–1935 kg (1985–2005 kg)           | 2195 kg                  | 2165 kg                  |

Werte in runden Klammern gelten für Modelle mit optionalem Antrieb.